# Leioscapheus
Leioscapheus is een geslacht van rechtvleugeligen uit de familie veldsprinkhanen (Acrididae). De wetenschappelijke naam van dit geslacht is voor het eerst geldig gepubliceerd in 1907 door Bruner.

## Soorten
Het geslacht Leioscapheus omvat de volgende soorten:
- Leioscapheus colombiae Descamps, 1976
- Leioscapheus gracilicornis Bruner, 1907
- Leioscapheus guapiles Roberts, 1973
- Leioscapheus hebardi Roberts, 1973
- Leioscapheus laselvae Roberts, 1973
- Leioscapheus mexicanus Descamps, 1976
- Leioscapheus variegatus Bruner, 1908